# Onychostoma
Onychostoma és un gènere de peixos de la família dels ciprínids i de l'ordre dels cipriniformes.

## Taxonomia
- Onychostoma angustistomata (Fang, 1940)
- Onychostoma barbata (Lin, 1931)
- Onychostoma brevis (Wu & Chen, 1977)
- Onychostoma daduensis (Ding, 1994)
- Onychostoma elongatum (Pellegrin & Chevey, 1934)
- Onychostoma fangi (Kottelat, 2000)
- Onychostoma fusiforme (Kottelat, 1998)
- Onychostoma gerlachi (Peters, 1881)
- Onychostoma laticeps (Günther, 1896)
- Onychostoma lepturum (Boulenger, 1900)
- Onychostoma lepturus (Boulenger, 1900)
- Onychostoma lini (Wu, 1939)
- Onychostoma meridionale (Kottelat, 1998)
- Onychostoma ovale (Pellegrin & Chevey, 1936)
- Onychostoma rara (Lin, 1933)
- Onychostoma simum (Sauvage & Dabry de Thiersant, 1874)
- Onychostoma uniforme (Mai, 1978)[2][3][4][5]